# Villasimpliz
Villasimpliz es una localidad española, perteneciente al municipio de La Pola de Gordón, en la provincia de León y la comarca de la Montaña Central, en la Comunidad Autónoma de Castilla y León. 
Está situado sobre el río Bernesga.
Los terrenos de Villasimpliz limitan con los de Villamanín al norte, Fontún de la Tercia, Velilla de la Tercia, Cármenes y Almuzara al noreste, Gete, Felmín y Valporquero de Torío al este, Valle de Vegacervera y Villar del Puerto al sureste, La Vid de Gordón, Vega de Gordón y Beberino al sur, Buiza, Folledo y Geras al suroeste, Cubillas de Arbas y Casares de Arbas al oeste y Viadangos de Arbas, Poladura de la Tercia, San Martín de la Tercia, Rodiezmo de la Tercia y Ventosilla de la Tercia al noroeste.
Perteneció al antiguo Concejo de Vegacervera.